# 河口ヤオ族自治県
河口ヤオ族自治県（かこうヤオぞくじちけん）は中華人民共和国雲南省紅河ハニ族イ族自治州に位置する自治県。

## 地理
河口は雲南省東南部、元江沿いに位置し、県内の河口鎮はベトナムのラオカイと国境を接している。

## 歴史
1950年に河口市が設置され、1955年に河口県に、1963年に河口瑶族自治県に改編され現在に至る。

## 行政区画
| 区分   | 数 | 名称                   |
| ------ | -- | ---------------------- |
| 鎮     | 2  | 河口 南渓              |
| 郷     | 3  | 老范寨 瑶山 蓮花灘     |
| 民族郷 | 1  | 橋頭ミャオ族チワン族郷 |

## 交通

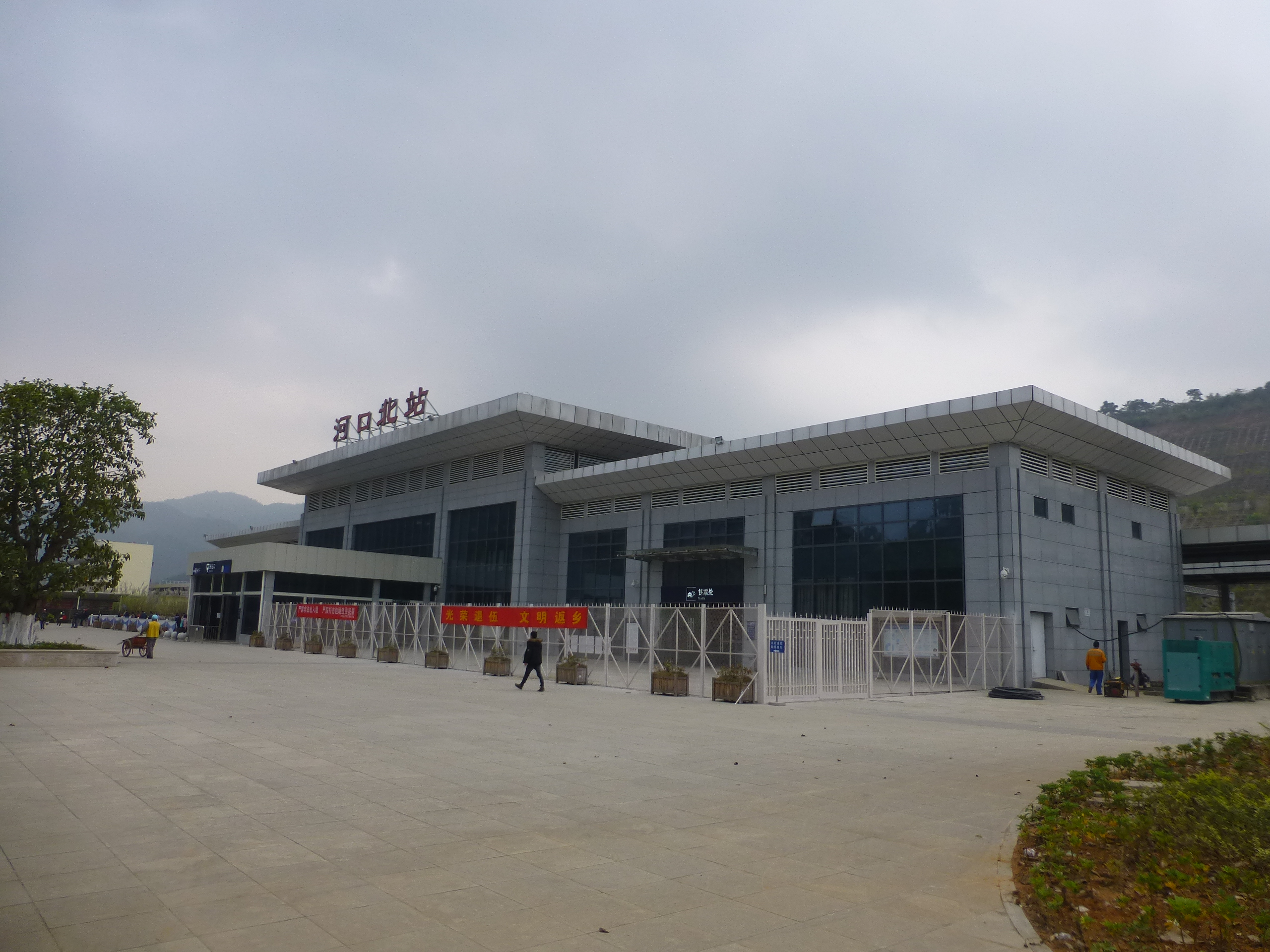
河口北駅駅舎

### 鉄道
- 中国鉄路総公司
  - 昆玉河線
    - 河口北駅

### 道路
- 高速道路
  - 開河高速道路
- 国道
  - G326国道